# .コム
.コムは、ジェネリックトップレベルドメイン（gTLD）の一つ。
2015年12月16日から先行予約が始まり、2016年6月13日より、一般登録が開始された。
日本語ドメインも登録可能である。